# Alter (cráter)

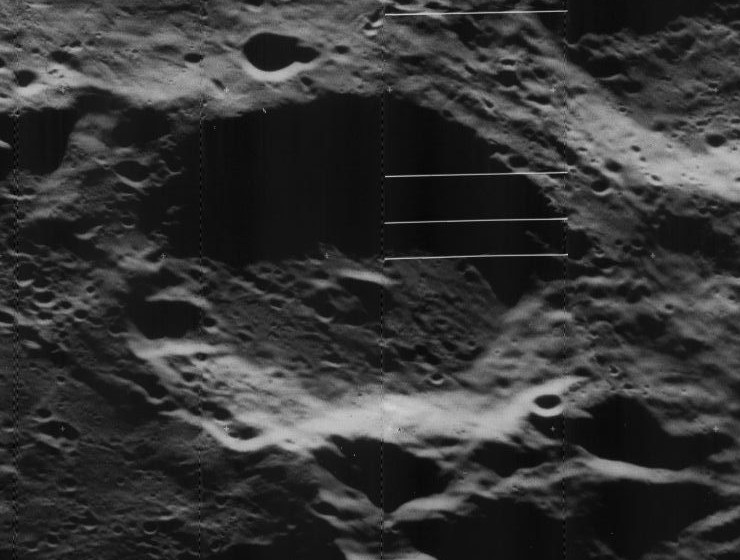
Imagen oblicua de la misión Lunar Orbiter 5, mirando al oeste

Alter es un cráter de impacto que se encuentra en el hemisferio norte de la cara oculta de la Luna, al suroeste del cráter más grande Robertson, y al este de Ohm.
El borde exterior de Alter ha sido degradado por la erosión posterior, sobre todo en los extremos norte y sur. Presenta un pequeño cráter en el borde sursureste, y una hendidura recorre el suelo desde el borde sur hacia el norte-noreste. El material de un sistema de marcas radiales cruza el suelo del cráter desde el este, formando un par de bandas débiles.

## Cráteres satélite
Por convención estos elementos son identificados en los mapas lunares poniendo la letra en el lado del punto medio del cráter que está más cercano a Alter.
|       | \| Alter \| Coordenadas \| Diámetro \| \| ----- \| ------------------------------- \| -------- \| \| K \| 16°18′N 106°00′O / 16.3, -106.0 \| 22 km \| \| W \| 20°24′N 109°12′O / 20.4, -109.2 \| 52 km \| |          |
| Alter | Coordenadas | Diámetro |
| K     | 16°18′N 106°00′O / 16.3, -106.0 | 22 km    |
| W     | 20°24′N 109°12′O / 20.4, -109.2 | 52 km    |